# PHARE
«ФАРЕ» програма (англ. Poland and Hungary: Aid for Restructuring of the Economies, Phare) — один з трьох фінансових інструментів Європейського Союзу (разом з «САПАРД» та «ІСПА») на допомогу країнам-кандидатам з Центральної та Східної Європи у підготовці до вступу в ЄС. Започаткована 1989 року; спочатку стосувалася лише Польщі й Угорщини (звідки й назва — абревіатура з початкових букв «Poland Hungary: Action for Restructuring of Economies»), наразі поширюється на десять країн, зокрема вісім нових держав-членів (Естонія, Латвія, Литва, Польща, Словаччина, Словенія, Угорщина та Чехія), а також Болгарію та Румунію. До 2000 року західнобалканські країни (Албанія, Боснія та Герцеговина і Колишня Югославська Республіка Македонія) також користувалися фінансовою допомогою «ФАРЕ», але з 2001 року відповідні проекти в цих країнах фінансуються з програми «КАРДС» (CARDS).
Бюджет програми «ФАРЕ» на 2000—2006 рр. — понад 10 млрд євро. Її головні завдання в цей період:
- поліпшити державне керування та інституції, щоб вони могли ефективно працювати в ЄС;
- сприяти засвоєнню масштабного правового доробку ЄС і скорочення перехідного періоду;
- сприяти економічному й соціальному зближенню.

Для нових держав-членів 2003-й був останнім роком подання проектів в рамках «ФАРЕ», втім виконання проектів та їх фінансування тривало ще до 2006 року.